# 鉄砲町停留場
鉄砲町停留場（てっぽうちょうていりゅうじょう）は、愛媛県松山市鉄砲町にある伊予鉄道城北線の駅である。駅番号は13。市内電車（松山市内線）の1、2号線が使用する。

## 歴史
- 1927年（昭和2年）4月3日 - 開業[2]。
- 1951年（昭和26年） - 輸送力増強のため、城北線が15分間隔から10分間隔の運転になることに伴い、北側に行き違い線を設置[2]。
- 1971年（昭和46年）10月以前 - タブレット閉塞を廃止[2]。

## 構造
相対式2面2線の交換可能停留所。また、ホーム長が長く2両の電車が同時に停車可能。

### のりば
| ホーム | 路線   | 行先                        |
| ------ | ------ | --------------------------- |
| 1      | ■1号線 | 環状 大街道・松山市駅方面   |
| 2      | ■2号線 | 環状 木屋町・JR松山駅前方面 |

## 周辺
- 松山大学・松山短期大学
- 愛媛大学工学部
- 愛媛県立松山北高等学校

## 隣の停留場
伊予鉄道
環状線（■1号線・■2号線）
清水町停留場 (12) - 鉄砲町停留場 (13) - 赤十字病院前停留場 (14)